# Новий Коник
Новий Коник (пол. Nowy Konik) — село в Польщі, у гміні Галінув Мінського повіту Мазовецького воєводства.
Населення — 340 осіб (2011).
У 1975-1998 роках село належало до Варшавського воєводства.

## Демографія
Демографічна структура станом на 31 березня 2011 року:
|          | Загалом | Допрацездатний вік | Працездатний вік | Постпрацездатний вік |
| -------- | ------- | ------------------ | ---------------- | -------------------- |
| Чоловіки | 167     | 41                 | 104              | 22                   |
| Жінки    | 173     | 34                 | 104              | 35                   |
| Разом    | 340     | 75                 | 208              | 57                   |